# Trzy Korony (szczyt)

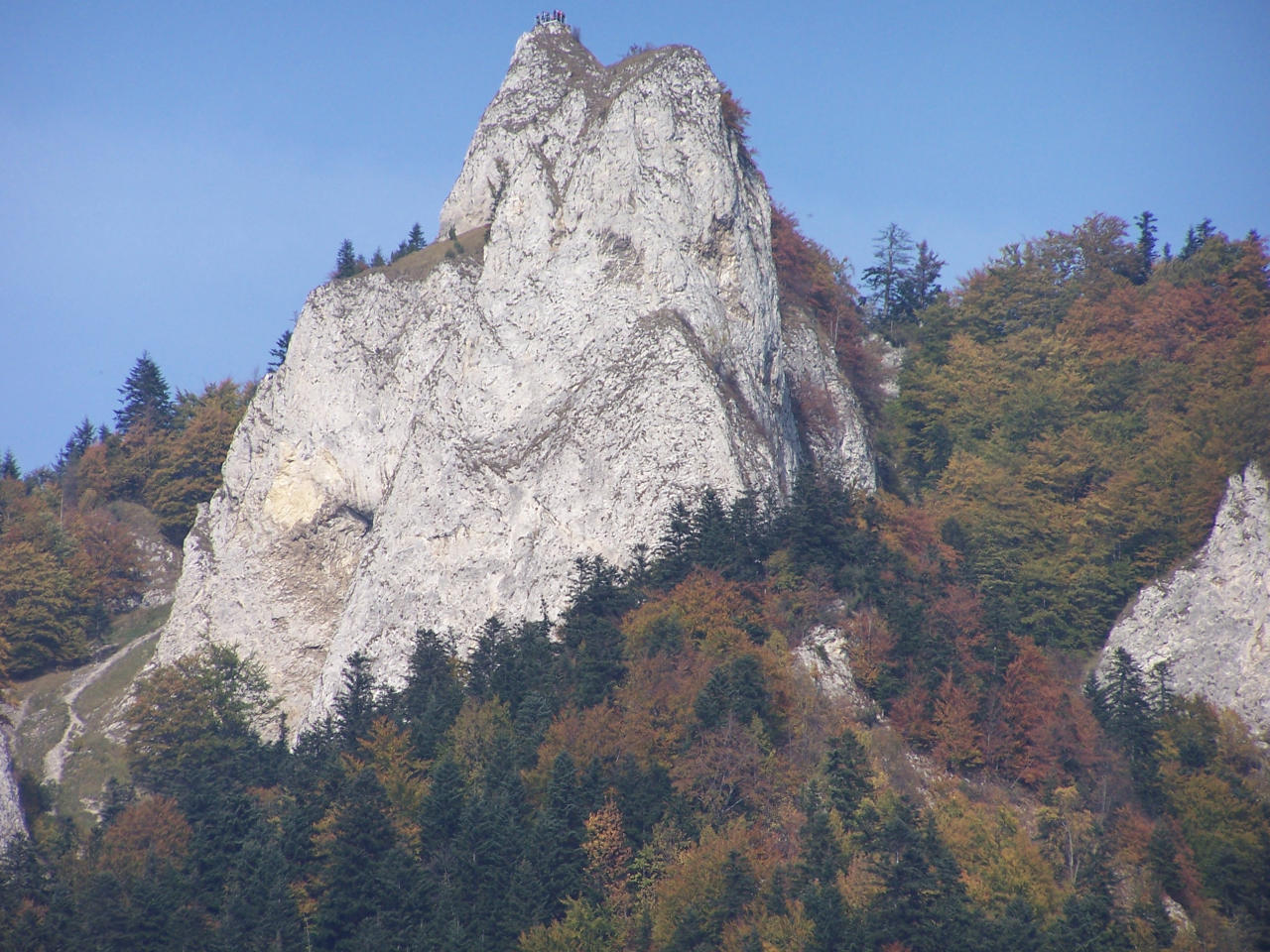
Szczyt z platformą widokową

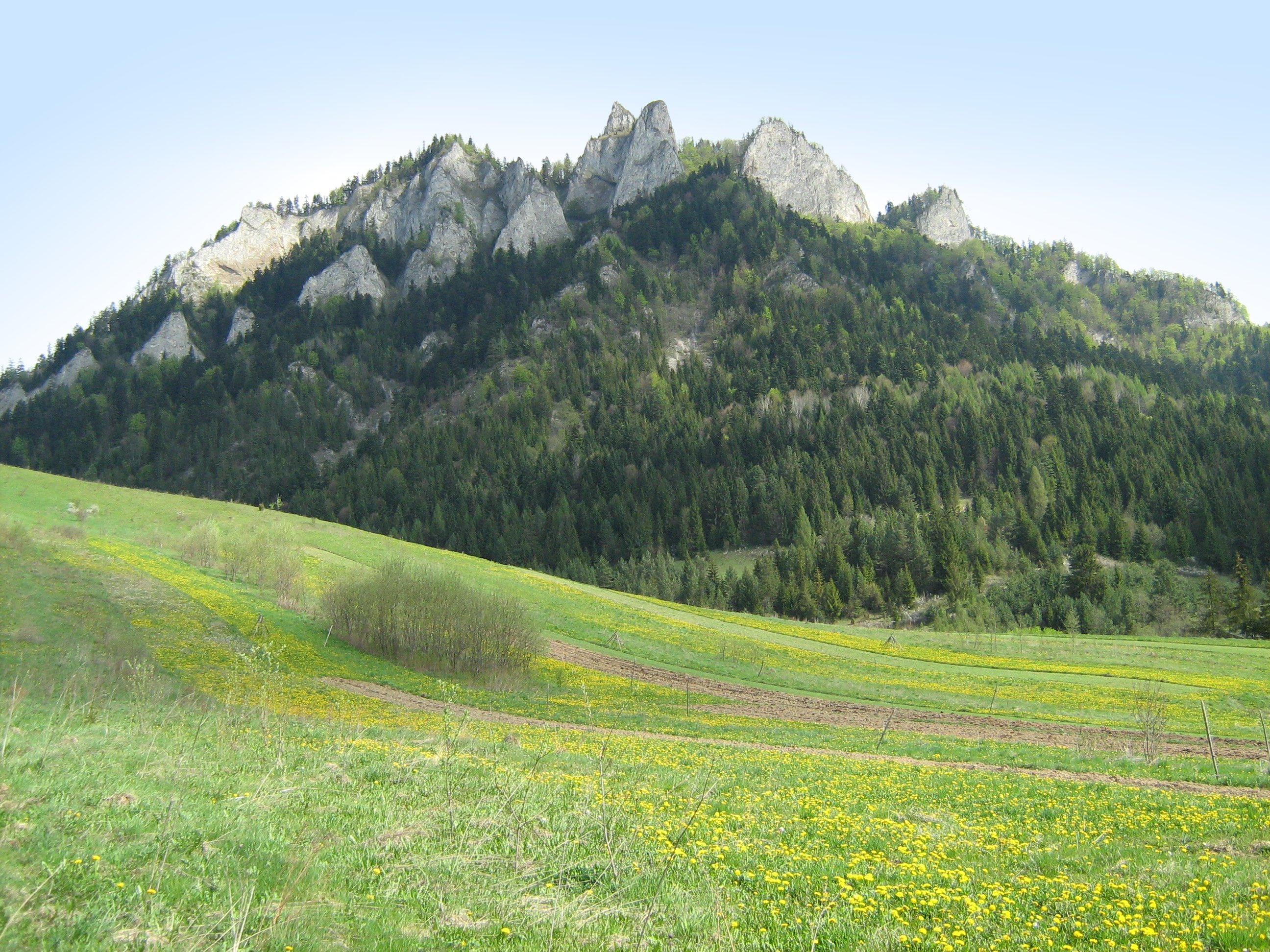
Widok Trzech Koron ze Schroniska w Sromowcach Niżnych

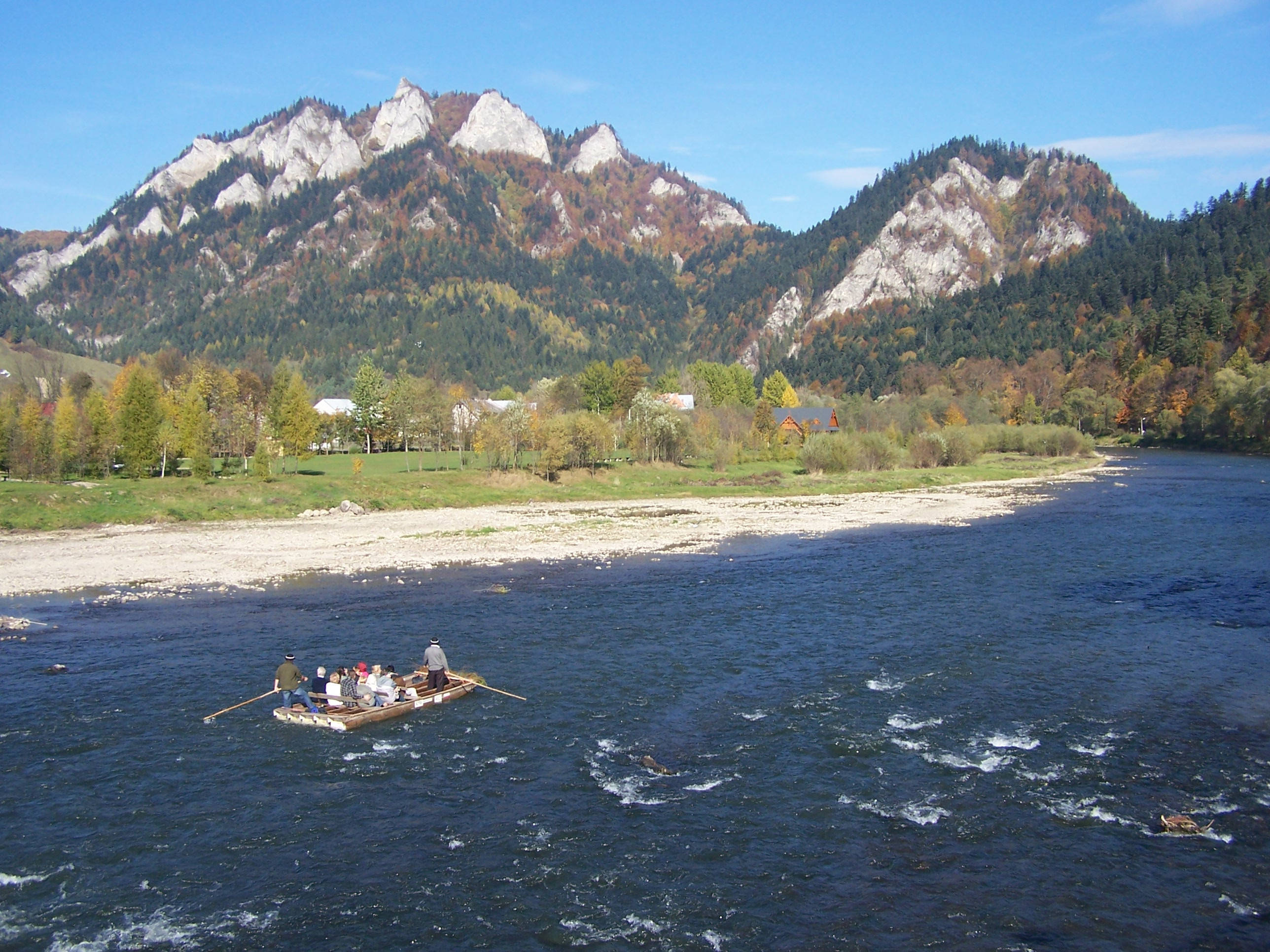
Trzy Korony i Facimiech

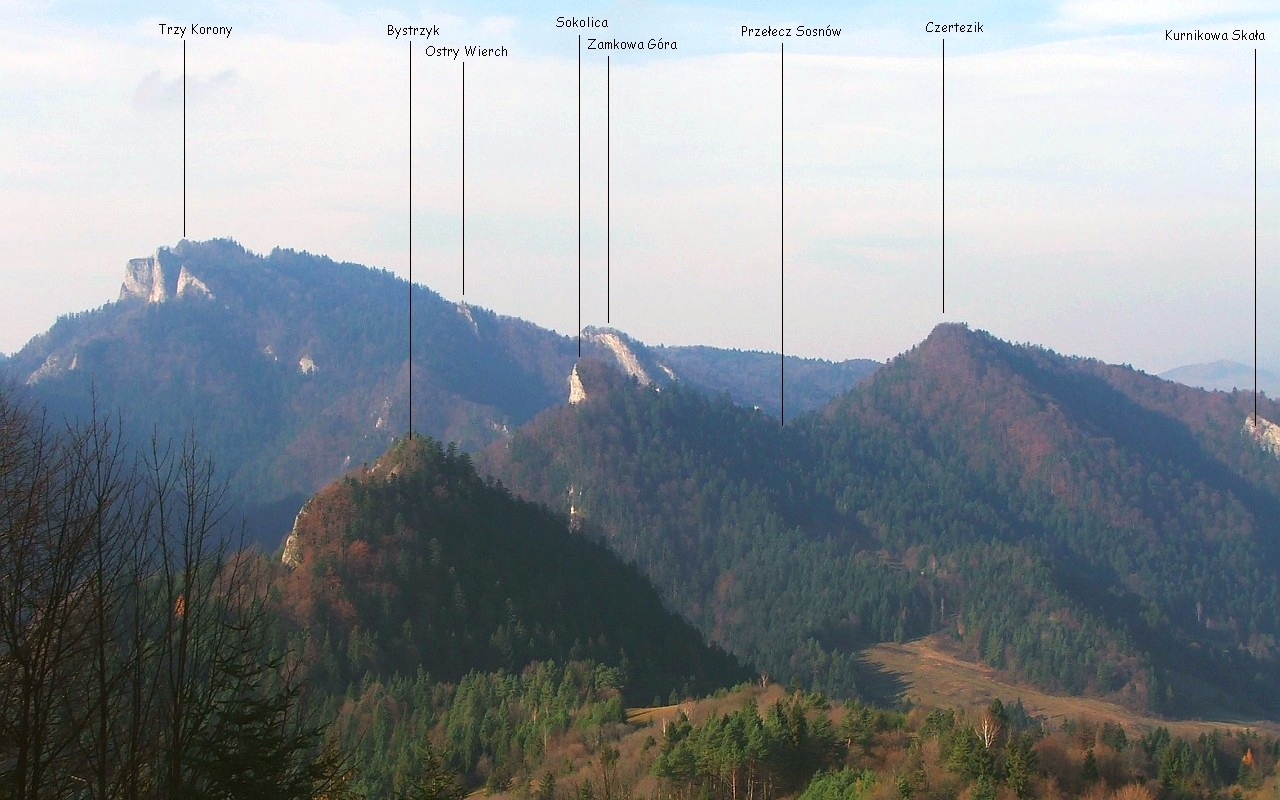
Widok z Palenicy

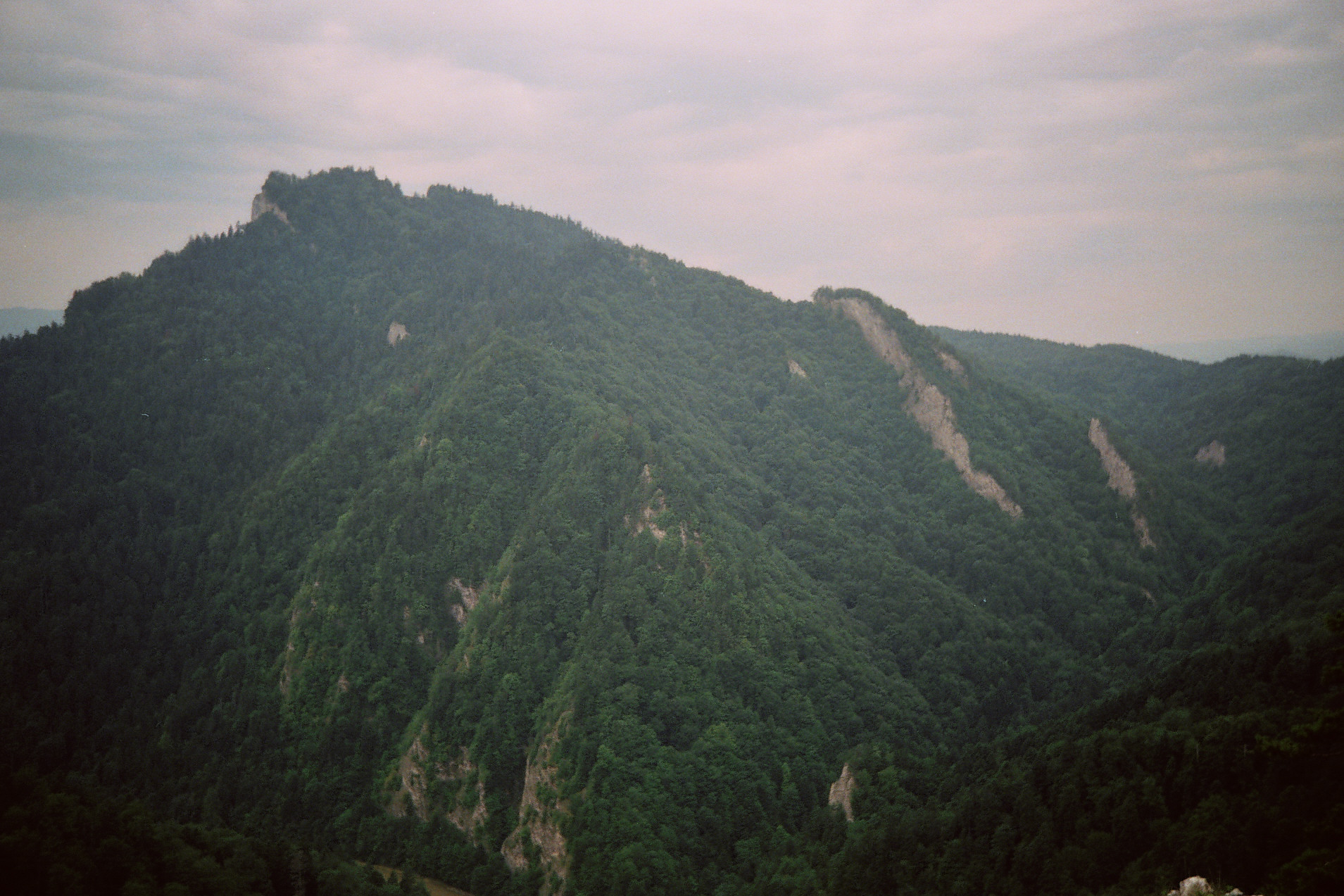
Trzy Korony z Sokolicy

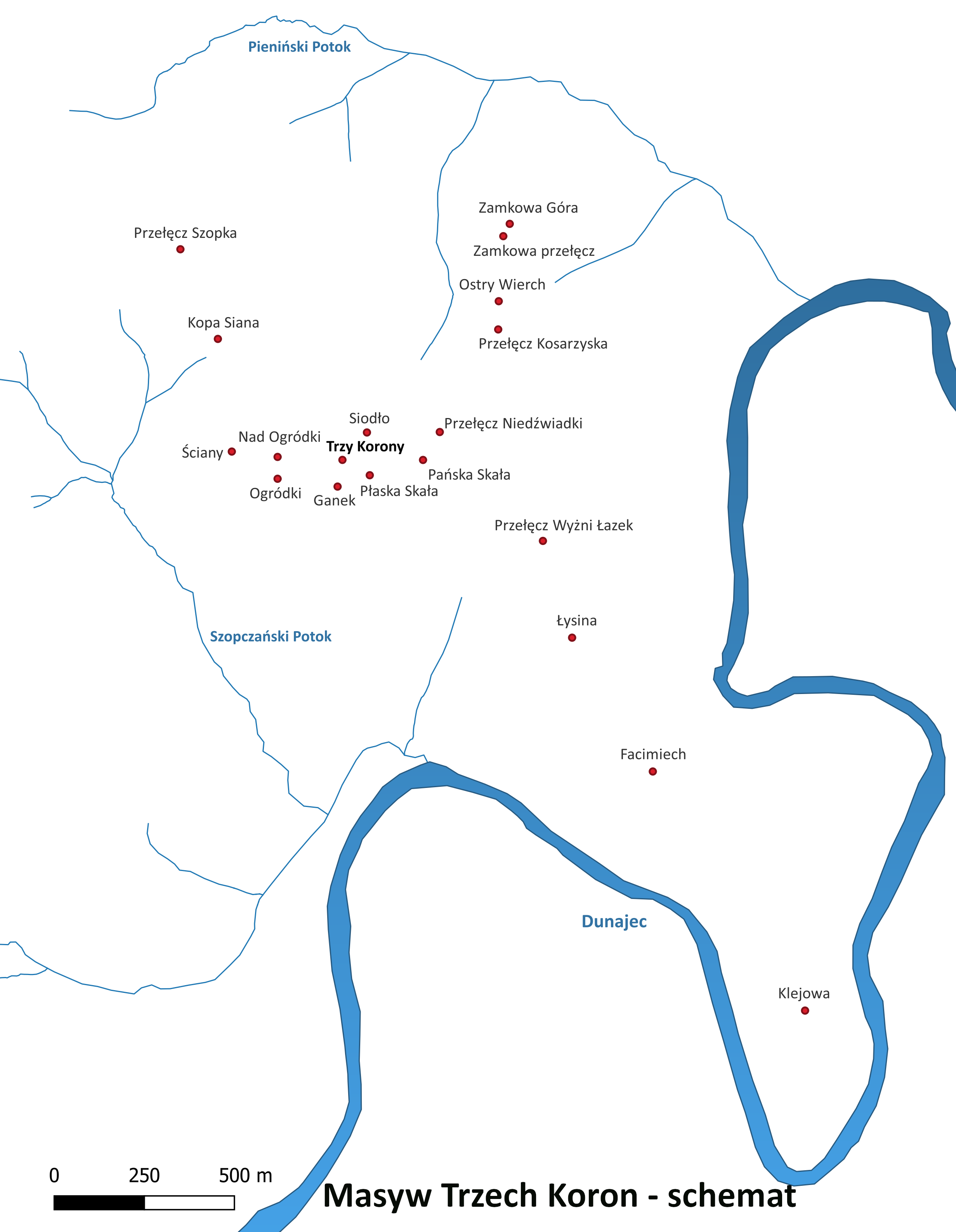
Schemat masywu Trzech Koron

Trzy Korony (słow. Tri Koruny) – najwyższa góra Pienin Środkowych należąca do Masywu Trzech Koron.

## Topografia
Góra wznosi się około 530 metrów nad płynącym u jej podnóży Dunajcem. Partię szczytową stanowi pięć turni zbudowanych z odpornych wapieni rogowcowych:
- Okrąglica – 982 m. Najwyższa, na niej znajduje się platforma widokowa z barierkami. Na platformie mieści się około 30 osób.
- Płaska Skała (Plaska Skała) – 950 m. Na południowy wschód od Okrąglicy.
- Nad Ogródki – 940 m. Na południowy zachód od Okrąglicy. Od 1933 stał tutaj obsługiwany przez pustelnika totalizator opadowy
- Pańska Skała (Bryłowa) – 920 m. Gnieżdżą się w niej rzadkie ptaki pomurniki.
- Niżnia Okrąglica (Ganek) – wysunięta ku południu pod Okrąglicą i niższa o 80 m. Z niej dawniej, przed udostępnieniem wierzchołka, oglądano panoramę.

Masyw Trzech Koron można podzielić na trzy części oddzielone od szczytu Trzech Koron przełęczami: Wyżny Łazek od grupy Łysiny, Koszarzyska od Ostrego Wierchu i Przełęcz Szopka od Pienin Czorsztyńskich. Stoki południowo-zachodnie opadają do Wąwozu Szopczańskiego, południowe do Dunajca, północne do doliny Pienińskiego Potoku. W masywie jest kilka polan: Szopka, Pieniny, Koszarzyska i Klejczyna. Cały masyw znajduje się w Pienińskim Parku Narodowym, w granicach wsi Sromowce Niżne, w województwie małopolskim, w powiecie nowotarskim, w gminie Czorsztyn.

## Przyroda
Zbocza pocięte głębokimi dolinami potoków, porośnięte lasem. Wapienne podłoże, niedostępne turnie i różnorodność środowisk powoduje, że w masywie Trzech Koron występuje wiele rzadkich gatunków roślin. Znaleziono aż 7 gatunków roślin nie występujących poza tym nigdzie indziej w Pieninach. Z rzadkich w Polsce gatunków roślin stwierdzono występowanie następujących gatunków: dwulistnik muszy, irga czarna, kokorycz żółtawa, mniszek pieniński (prawdopodobnie już wyginął), mokrzyca szczeciolistna, oset klapowany, ostrożeń głowacz, posłonek alpejski skalny, przewiercień długolistny, starzec pomarańczowy, wielosił błękitny, wiechlina styryjska, złocień Zawadzkiego.
Ponadto występują liczne i rzadkie gatunki naskalnych roślin wapieniolubnych, m.in. rozchodnik wielki, który jest żywicielem gąsienic bardzo rzadkiego pienińskiego motyla niepylaka apollo. Masyw Trzech Koron, a w szczególności piarżyska żlebu Spuszczalnica, były w 1990 r. ostatnim miejscem w Pieninach, na którym stwierdzono występowanie tego gatunku, i to w liczbie jedynie 20-30 osobników. Dzięki programowi restytucji niepylaka apollo, prowadzonemu w latach 1991–2010, populacja tego motyla na zboczach Trzech Koron utrzymuje się.

## Historia
Trzy Korony pierwotnie zwano Pieninami. W 1834 r. pojawiła się w dokumentach nazwa Kronenberg (przetłumaczona na polski jako Korona), a od 1860 r. dopiero obecna nazwa.
Trzy Korony odwiedzane były turystycznie od bardzo dawna. Już w 1842 r. H. Kratter pisał: „Nie ma (...) gościa, który by nie odwiedził tych szczytów ze strony dostępnej (...) i nie napasł się stąd najpiękniejszym i najmilszym widokiem Karpatów”. W 1906 r. wyznakowano pierwszą trasę turystyczną na szczyt. W 1929 r. Trzy Korony zostały przez polski rząd wykupione od prywatnych właścicieli.
Według opowiadań miejscowej ludności na Trzech Koronach podobno chroniła się miejscowa ludność podczas najazdów tatarskich. Stąd też podobno startował na skrzydłach mnich brat Cyprian z Czerwonego Klasztoru, a Aleksander Kostka-Napierski wzywał lud Podhala do walki. Jan Nepomucen Rostworowski w 1831 r. pisał: „Kto raz te miejsca poznał...ten będzie miał ich obraz na zawsze w pamięci wyryty”. Krajobraz ze szczytem Trzech Koron został wykorzystany w kręconym w 2007 r. na Słowacji filmie Volkodav. Ostatni z rodu Szarych Psów.

## Turystyka
Turyści zwiedzali Trzy Korony od niepamiętnych czasów. Około 1860 r. pod sam ich szczyt wyjeżdżano 4-konnymi zaprzęgami. Później stały się modne piesze dzienne, a także nocne wycieczki i oglądanie wschodu Słońca. Około 1880 r. na Trzy Korony wychodziło 200–300 turystów rocznie, w 2005 r. to już ponad 60 tys. turystów.
Trzy Korony to jedno z najatrakcyjniejszych turystycznie miejsc w Pieninach. Z platformy widokowej na Okrąglicy, opadającej na Rówień koło Dunajca ponad 500-metrową przepaścią, doskonały widok na Pieniński Przełom Dunajca i obszar Pienińskiego Parku Narodowego, a także na Tatry, Beskid Sądecki, Gorce, Beskid Żywiecki i Magurę Spiską. Tatry zajmują 50° w dookólnej panoramie. Ich szczyt Łomnica jest odległy o 28 km. Przy dobrej pogodzie widać również odległą o 63 km Babią Górę.
U południowych podnóży Trzech Koron w Sromowcach Niżnych znajduje się schronisko PTTK „Trzy Korony”.

## Szlaki turystyczne
Prowadzi na nie wiele szlaków:
- ze Szczawnicy:

 – przez Sokolicę, Czertezik, Czerteż, Bajków Groń (Sokola Perć) i Zamkową Górę lub z Bajków Gronia szlakiem żółtym przez polanę Wyrobek i przełęcz Szopkę, skąd dalej – szlakiem niebieskim
- z Krościenka:

  – przez przełęcz Szopka, następnie niebieskim szlakiem przez Siodło (2 h, z powrotem 1:45 h)
  – przez Zamkową Górę
- ze Sromowiec Niżnych:

  – przez Wąwóz Szopczański na przełęcz Szopkę, następnie szlak niebieski przez Siodło.
   – do wylotu Wąwozu Szopczańskiego, następnie szlak zielony przez Wyżni Łazek na polanę Kosarzyska a stąd szlak niebieski przez Siodło (2 h, z powrotem 1:45 h)
- z Czorsztyna:

 – przez przełęcz Osice, Macelak, przełęcz Trzy Kopce, przełęcz Szopkę i Siodło.
- ze Sromowiec Wyżnych (z przystani flisackiej w Kątach):

  – na przełęcz Trzy Kopce (ok. 45 min), skąd dalej niebieskim szlakiem z Czorsztyna
Wszystkie te szlaki turystyczne doprowadzają do skrzyżowania szlaków pod Trzema Koronami, na tzw. Siodło. Stąd jeszcze 15 min podejścia na platformę widokową na Okrąglicy. Wstęp w sezonie turystycznym jest płatny i upoważnia również do wejścia na Sokolicę. Przy ładnej pogodzie w sezonie tworzą się tutaj duże kolejki.